# Jan-Christoph Dix
Jan-Christoph Dix (* 19. November 1956 in Hannover) ist ein deutscher Musiker.
Er wurde einem größeren Publikum bekannt, als er 1983 als Schlagzeuger bei der Kölner Rockband BAP einstieg, nachdem sich die Food Band aufgelöst hatte. Während der Aufnahmen für das Album Ahl Männer, aalglatt kam es zu Konflikten, infolge derer Dix die Band vor Beginn ihrer Tournee 1986 verließ. Sein Nachfolger wurde der Brite Pete King.
Heute ist Dix als Schlagzeuger in der Hamburger Reggae-Band Oneness des Fußballspielers Farai Mbidzo aktiv.